# Yu-Gi-Oh! Worldwide Edition: Stairway to the Destined Duel
 (février 2017).
Si vous disposez d'ouvrages ou d'articles de référence ou si vous connaissez des sites web de qualité traitant du thème abordé ici, merci de compléter l'article en donnant les références utiles à sa vérifiabilité et en les liant à la section « Notes et références ».
Yu-Gi-Oh! Worldwide Edition: Stairway to the Destined Duel est le premier jeu vidéo de cartes de combat Yu-Gi-Oh! à sortir sur Game Boy Advance en France .
Il s'agissait du jeu électronique officiel pour le tournoi mondial 2003.
On y retrouve les duellistes de la première série télévisée Yu-Gi-Oh!, l'histoire prenant place à Battle City. On peut collecter jusqu'à 1 050 cartes du jeu de cartes à collectionner Yu-Gi-Oh! Jeu de cartes à jouer, par contre le programme ne garde en mémoire qu'un deck à la fois, il faut donc noter où se souvenir de tel ou tel deck selon sa stratégie.
Les déplacements entre les duels se font sur une carte de case en case, de nouveaux adversaires apparaissent en fonction du nombre de victoires, et des concours sont lancés tous les 7 jour/tour ou 30 jour/tour (analogie entre le déplacement à la suite d'un tour et le déroulement d'une journée).
Il est possible de faire des matchs avec un autre joueur possédant aussi la cartouche du jeu ou d'échanger des cartes.